# SARSコロナウイルス2-ガンマ株
SARSコロナウイルス2-ガンマ株（サーズコロナウイルスツー ガンマかぶ、英語: SARS-CoV-2 Gamma variant、別名: 系統 P.1、系統 B.1.1.28.1、20J/501Y.V3、VOC-21JAN-02〈旧表記: VOC-202101/02〉）は、新型コロナウイルス感染症 (COVID-19) の原因ウイルスとして知られるSARSコロナウイルス2 (SARS-CoV-2) の変異株である。ブラジルで最初に流行したものであることから、日本では通称ブラジル型変異株として知られている。また、後述の通り日本で最初に検出されたため、日本国外では、"Brazilian/Japanese variant"と呼称されることもある。
世界保健機関 (WHO) は懸念される変異株 (VOC) に指定し、WHOラベルではガンマ株 (Gamma variant) に分類していたが、2022年4月時点でVOCから除外されている。

## 特徴
系統 P.1は、イングランド公衆衛生庁（PHE）によりVOC-21JAN-02（旧表記: VOC-202101/02）、Nextstrainにより20J/501Y.V3と呼称される。
2021年1月2日にブラジルのアマゾナス州から東京に到着した4人から最初に特定されたもので、国立感染症研究所（NIID）によって1月6日に検出された。その後、ブラジルでの流行が宣言された。1月12日、ブラジル-英国CADDEセンターは、アマゾンの熱帯雨林におけるこの新しい変異株系統の13の局所的症例を確定した。この変異株は、系統 P.1と名付けられ（B.1.1.28の子孫ではあるが、この時点でB.1.1.28.1という命名は許可されていない故にP.1と命名）、17の固有なアミノ酸変化を持ち、その変化のうち10のスパイクタンパク質は、N501Y、E484K、K417Tの3つの懸念する変異を含む。
新しい系統は、ブラジルアマゾナス州マナウスで2020年3月から11月にかけて採取されたサンプルには存在しなかったが、同年12月15日から23日までの採取時には42%、12月15日から31日までの期間では 52.2%、2021年1月1日から9日までの期間では 85.4%が同じ都市で検出された。別のブラジルの研究では、リオデジャネイロ州で流行している系統 B.1.1.28の別の亜系統が特定され、現在は系統 P.2（ゼータ株〈Zeta variant〉）と呼ばれる。この株はE484K変異を持つがN501Yは変異していない。系統 P.2は、マナウスの系統 P.1とは直接関係せず、リオデジャネイロで独立して進化したとされる。
ある研究によれば、P.1の感染は、他のブラジルの変異株（B.1.1.28またはB.1.195）のいずれかに感染した人と比較して、ほぼ10倍のウイルス量を生み出す可能性がある。またP.1は、成人と高齢者に感染する能力で2.2倍高い伝染性を示し、性別に無関係の若年層より感染しやすいことが示唆されている。
2020年11月から2021年1月の間にマナウスで収集されたサンプルの研究では、系統 P.1は1.4倍から2.2倍高い伝染性を持ち、以前のコロナウイルス罹患時による免疫の25%から61%を回避し、前回のCOVID-19感染から回復しても再感染の可能性があることを意味する。死亡率に関しても、P.1の感染は10%から80%も更に致死的である。

## 分類

### 命名
2020年11月、この系統がブラジルで初めて記録され、後に系統 P.1 (lineage P.1) と命名された。2021年5月末、WHOは懸念される変異株 (VOC) や注目すべき変異株 (VOI) にギリシャ文字を使用する新しい方針を導入した後、系統 P.1に対しガンマ (γ:Gamma) のラベルを割り当てた。

### 変異

スパイクタンパク質に焦点を当てたSARS-CoV-2のゲノムマップ上にプロットされたガンマ株のアミノ酸変異。

## ワクチンの有効性
ワクチンの研究から、ファイザーまたはモデルナの完全ワクチン接種を受けた人は、P.1に対する中和効果が大幅に低下した。つまりワクチン接種を受けた人は、入院や死亡の可能性からはほぼ完全に保護されながらも、P.1感染のリスクについては高くなることを意味する。
2つの研究の予備データは、オックスフォード-アストラゼネカワクチンがP.1変異株に対して有効であることを示すものの、正確な有効レベルは未発表である。ブラジルのブタンタン研究所が実施した研究の予備データは、シノバックのCoronaVacがP.1変異株に対しても有効であることを示唆しており、この研究は最終的なデータを得るために継続される予定である。